# Центр «Миротворець»

Емблема Центру «Миротворець» (використовувалась з 2014 по 2022)

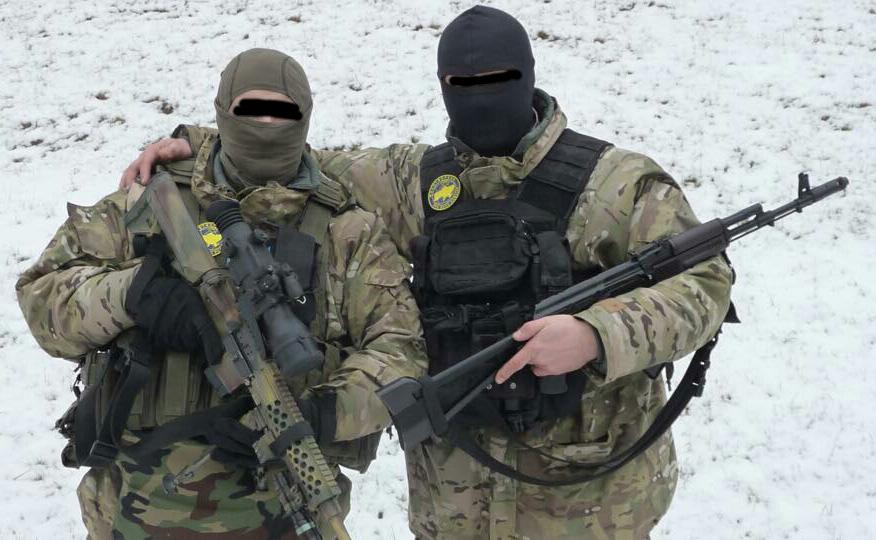
Співробітники центру «Миротворець»

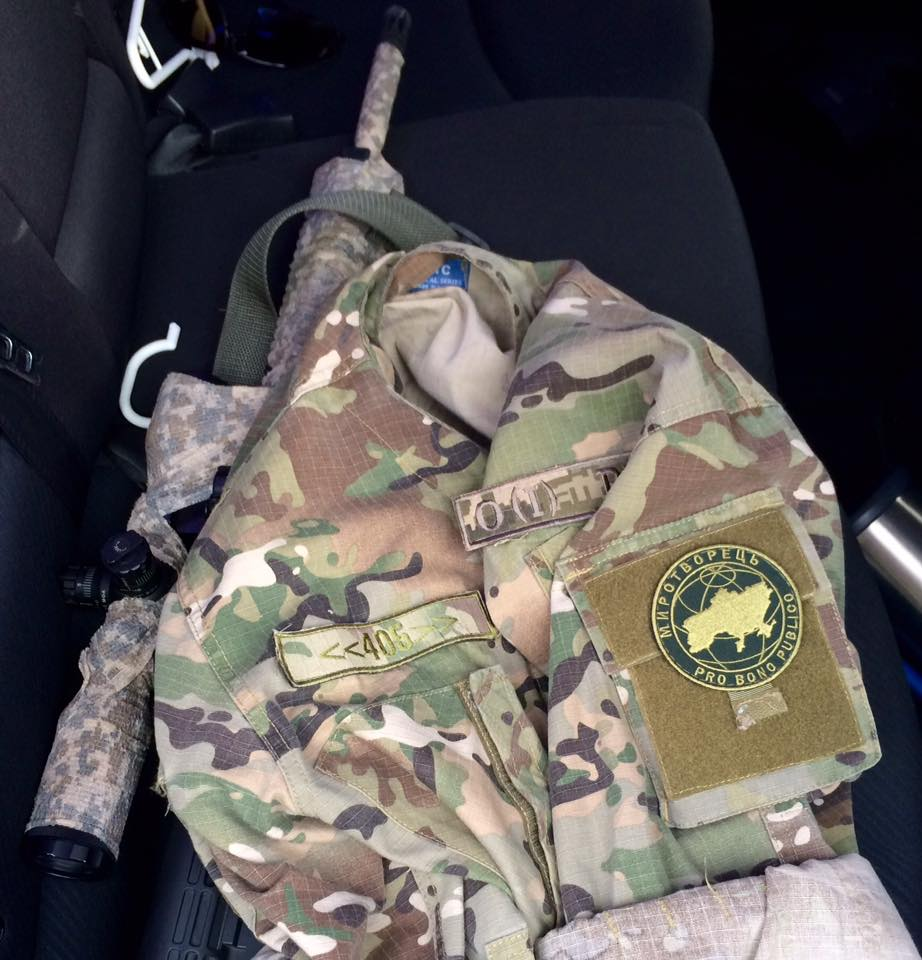
Однострій співробітника Центру з польовим варіантом шеврона

Центр «Миротворець» — український сайт та громадська організація, яка досліджує ознаки злочинів проти національної безпеки України, миру, безпеки людини та міжнародного права.
Результати своїх досліджень Центр "Миротворець" відкрито публікує на однойменному сайті.

## Загальні відомості
Створений навесні 2014 року в рамках роботи волонтерської групи «Народний тил» групою науковців та фахівців з питань дослідження згаданих злочинів як таких, що становлять істотну загрозу українській державі та суспільству.
Завданням центру є надання інформаційно-консультативної допомоги органам виконавчої влади з метою остаточного встановлення миру та злагоди в Україні. В своїй роботі особливу увагу Центр приділяє проявам терористичної та сепаратистської діяльності на території України.
Джерелами інформації для Центру є насамперед загальнодоступні матеріали з інтернету та друкованих видань. В роботі Центр використовує методи OSINT. Окрім того, Центр користується інформацією, яку надають приватні особи на умовах конфіденційності[ангажоване джерело]; згідно з чинним законодавством, інформація, що міститься в анонімних зверненнях, в роботі Центру не використовується.
Основними користувачами інформації, зібраної Центром, є СБУ, Генштаб ЗСУ, МВС України, Державна прикордонна Служба, Державна пенітенціарна Служба, а також інші державні установи та комерційні структури.
В квітні 2020 року керівник Центру зазначив, що, окрім наявних в публічному доступі даних, Центр «Миротворець» має масив непублічних даних на фігурантів своєї бази. Ці дані надаються за офіційним запитом правоохоронних органів України та держав — членів НАТО.
Фінансування Центру відбувається шляхом краудфандингу. Зокрема, станом на початок 2022 року згідно оцінки спільноти ELLIPTIC пожертви на криптовалютний рахунок Центру в біткойнах склали еквівалент 268 тисяч доларів.
Девізом Центру є латинський вислів «Pro bono publico» (укр. Заради суспільного блага).[джерело?]

## Історія
Робота Центру розпочалася в березні 2014 року. З самого початку заснування Центру російська пропаганда та деякі українські ЗМІ наполегливо просувають в інформаційний простір думку про те, що керівниками Миротворця є радник Міністра МВС України — Антон Геращенко та Георгій Тука, навіть попри те, що сам Центр не приховує, що його директором є Роман Зайцев — колишній співробітник СБУ (Див. в розділі «Особовий склад»). 10 жовтня 2019 року президент України Зеленський заявив, що Антон Геращенко не має відношення до Центру «Миротворець». 24 листопада 2019 стало відомо, що ідею створити Центр «Миротворець» висунув розвідник ГУР Міноборони України — Матюха Едуард Андрійович.
Завдяки роботі Центру протягом 2014 року на території України була ідентифікована і затримана значна кількість терористів, російських найманців, та представників сепаратистських рухів. Високу оцінку роботи Центру дали, зокрема, командир батальйону «Миротворець» Андрій Тетерук та Антон Геращенко.
Практично з самого початку роботи сайту «Миротворець» російська пропаганда почала називати його базу даних «розстрільними списками».
Майбутній зрадник Батьківщини Ілля Кива, перебуваючи на посаді заступника начальника УМВС по Донецькій області, став першим з керівного складу територіальних органів МВС, хто цілеспрямовано впроваджував базу даних Центру «Миротворець» у використання при оперативній роботі.
У жовтні 2015 року, після початку операції «Залёт» (див. нижче), депутат Андрій Тетерук заявив, що на базі центру «Миротворець» може бути створений спецпідрозділ за зразком «Моссаду».
У лютому 2016 року співробітники Центру брали участь в дії мобільних груп по боротьбі з нелегальним перевезенням вантажів через лінію збройного протистояння в зоні АТО.
Центр «Миротворець» неодноразово оприлюднював інформацію щодо участі іноземних громадян в збройному конфлікті на боці проросійських терористів. Зокрема, на початку березня 2016 року за матеріалами Центру правоохоронними органами Болгарії було розпочате кримінальне провадження щодо громадянина Болгарії Георги Близнакова, а також розгляд аналогічних матеріалів, наданих Центром, щодо кількох інших болгарських громадян.
27 грудня 2017 року колектив Центру з благословення Святійшого Патріарха Київського і всієї Руси-України Філарета був нагороджений медаллю «За жертовність і любов до України».
Зі слів керівника Центру, в жовтні 2014 в картотеці було 4,5 тисячі осіб; 16 грудня — 7,5 тисяч; в січні 2015 — 9 тисяч; 13 квітня — 30 тисяч; в жовтні того ж року — 45 тисяч осіб; на 21 березня 2016 року — 57775 осіб; на 27 січня 2017 року — більше 102 тисяч; на 23 серпня 2019 року — 187 тисяч, в березні 2021 року — близько 240 тисяч (з яких 56 тисяч складають бойовики незаконних збройних формувань, а 75 тисяч є громадянами Росії). Найбільш повно у базі представлені дані про зрадників Батьківщини і посібників окупантів, які проживають у тимчасово окупованій АР Крим.
В лютому 2018 року голова комітету з оборони та безпеки Ради Федерації Росії Франц Клінцевич заявив, що російським спецслужбам відомі особи всіх, хто так чи інакше причетний до сайту «Миротворець».
8 жовтня 2018 року Миротворець оприлюднив повідомлення про внесення у базу сайту 313 осіб з проживанням в Закарпатті, які, крім українського, мають ще громадянство Угорщини. Також було повідомлено, що Миротворець відкрив офіс у Закарпатті, а дані про громадян з подвійним громадянством збирали «за активної підтримки представників громадськості».
Перший заступник голови Закарпатської ОДА Ярослав Галас, повідомив, що чиновники із бази «Миротворця» будуть перевірені на факт отримання угорського громадянства.
10 жовтня 2018 року ЗМІ поширили інформацію, що Посла України в Угорщині Любов Непоп викликали у Міністерство закордонних справ Угорщини через публікацію Миротворця.
На початку вересня 2018 року ГО «Успішна Варта», підконтрольне Олександру Клименко, який на той час переховувався від українських правоохоронних органів на території Росії, звернулося до ГПУ з заявою щодо вчинення колективом Центру карних злочинів, вимогою про відкриття у зв'язку з цим кримінального провадження, і закриття сайту «Миротворець». Вимога була мотивована тим, що українські суди занадто активно використовують матеріали Центру як докази в судовому процесі. Станом на вересень 2018 р. на сайті Єдиного державного реєстру судових рішень (ЄДРСР) «Успішна Варта» знайшла 101 судове рішення, в якому як докази використовували матеріали Центру.
В ніч з 28 на 29 липня 2020 року на території Білорусі були затримані 33 найманці ПВК «Вагнер», більшість з яких (згідно з різними джерелами 21 або 24) виявились наявними в базі Центру.
Незважаючи на заборону сайту Миротворець на території Росії, його матеріали використовуються російським судочинством в ході процесів пов'язаних з членами незаконних збройних формувань.
В 2021 році журналісти BBC використовували базу даних сайту Миротворець для ідентифікації найманців ПВК «Вагнер» що беруть участь в бойових діях в Лівії та Сирії на основі даних отриманих з електронного планшета одного з найманців.
В лютому 2022 року існування центру було названо в заяві МЗС Росії однією з причин евакуації російських диппредставництв з території України. Після початку російського вторгнення в Україну у 2022 році «Миротворець» додав до своєї бази імена Віктора Орбана (прем'єр-міністра Угорщини) та Зорана Мілановича (президента Хорватії). Обидва висловлювали проросійські погляди після початку вторгнення. 27 травня 2022 року «Миротворець» додав колишнього держсекретаря США Генрі Кіссінджера після того, як 99-річний Кіссінджер, виступаючи на Всесвітньому економічному форумі в Давосі, припустив, що повна антагонізація Росії загрожує стабільності в Європі. Сайт звинуватив Кіссінджера в поширенні «російсько-фашистської пропаганди» та дії як «співучасника злочинів російської влади проти України та її громадян».
В липні 2022 влада РФ в черговий раз спрямувала до генерального секретаря ООН листа з офіційною вимогою про закриття сайту «Миротворець».
У вересні 2022 року боксер Олександр Усик погрожував подати до суду позов на Центр Миротворець, якщо його не приберуть з бази даних сайту.
В жовтні 2022 року «Миротворець» заніс до бази даних інших іноземних політичних діячів: Авігдора Лібермана та Касим-Жомарта Токаєва.

## Особовий склад
Керівником Центру є Роман Зайцев, в минулому співробітник територіального управління СБУ в Луганській області. За словами Зайцева на початку 2021 року в складі Центру налічувалось близько трьох десятків співробітників, які проживають як в Україні, так і за її межами. Станом на кінець 2021 року більша частина особового складу перебувала за межами України. Протягом роботи Центру він мав втрати вбитими, пораненими та зниклими безвісти. Втрати загиблими на 2021 рік Центр ніс на території Росії та окупованих територіях України.

## Операції
Починаючи з весни 2015 року стало відомо про кілька спецоперацій, здійснених співробітниками Центру:
Операція «Гюльчатай». Користуючись медійним резонансом, викликаним вбивствами Олега Калашнікова та Олеся Бузини, були отримані анкетні дані великої кількості (кількох тисяч або десятків тисяч) бойовиків ДНР та ЛНР, російських найманців, військовослужбовців РФ, що воюють на території України, та ін.[ангажоване джерело]
Операція «Разводной ключ». В ході операції були перехоплені кілька сотень тисяч євро та спеціальне військове спорядження, зібрані прихильниками ДНР та ЛНР в країнах ЄС та США. Перехоплені кошти та спорядження були спрямовані на потреби ЗСУ[ангажоване джерело]. Також в ході операції співробітники Центру отримували оперативну інформацію про дії бойовиків ДНР в районі Слов'янська та Краматорська[ангажоване джерело].
Після здійснення цих операцій співробітники Центру були нагороджені медалями та іменною зброєю.[ангажоване джерело]
Операція «Грибница» з отримання з окупованих територій анкетних даних на 1542-х бойовиків незаконних збройних формувань.
Операція «Барбариска». В ході багатоходової операції наприкінці квітня 2015 р. співробітниками Центру була отримана частина (щонайменше та, що стосується групи військ «Північ») плану літньої військової кампанії ЗС РФ проти України. Згідно плану окупація Лівобережної України планувалася до здійснення протягом 15-ти діб[ангажоване джерело]. Як стверджував Антон Геращенко, надання цього плану посадовцям країн НАТО стало важливим чинником ухвалення рішення про перекидання додаткової техніки та озброєнь до Східної Європи.
Назва невідома. За даними офіцера штабу АТО, центр «Миротворець» влітку 2015 року першим розкрив існування командного центру ЗС РФ в Новочеркаську, звідки здійснювалося оперативне керівництво бойовими діями на українській території[ангажоване джерело].
Операція «Залёт». В жовтні 2015 року разом з колективом сайту ІнформНапалм центр «Миротворець» розпочав виявлення та публікацію особистих даних російських льотчиків, що беруть участь в бомбардуваннях Сирії. Початок операції викликав вкрай різку реакцію адміністрації президента Росії і серед російських експертів в області військової справи та спеціальних операцій. Після початку публікацій Слідчий Комітет Росії розпочав карну справу проти Антона Геращенка за «публічні заклики до тероризму».
Як було зазначено в публікаціях сайту ІнформНапалм, важливим елементом операції було порівняння номерів літаків Су-24 з авіабази «Шагол» (Росія) та однотипних літаків, перекинутих в Сирію; через кілька днів після початку операції російські телеканали почали приховувати номери військових літаків, що базуються в Сирії, на своїх відеозйомках. Пізніше МЗС Росії звернулося до влади Канади з вимогою про видалення даних російських льотчиків, розміщених на сайті «Миротворець» (на той час знаходився в канадській юрисдикції).
Операція «Отжим». Наприкінці 2015 року керівник Центру повідомив про отримання великої кількості (70 %) анкет бойовиків, які були доправлені до НВФ через «військкомати» ДНР попри роботу з контррозвідувального забезпечення, яка проводилась росіянами[ангажоване джерело].
Судячи з фотоматеріалів, оприлюднених активістами кримськотатарського Меджлісу, співробітники центру «Миротворець» брали участь в операції з блокування Криму.
Операція «Гейша». Навесні-влітку 2016 року співробітниками Центру були поставлені під контроль канали комунікації між мережею агентів-інформаторів розвідки ДНР та їхнім оператором Оленою Гейшторовою (співробітником Міністерства Держбезпеки ДНР). Завдяки цьому на підконтрольній Україні території були виявлені і захоплені 23 агенти, що збирали відомості про дислокацію підрозділів ЗСУ в районі Торецьк — Костянтинівка, про військові перевезення залізницею, готували вбивства поранених українських військовослужбовців в одному з шпиталів зони АТО, і т.ін.[ангажоване джерело]. Використовуючи результати проведеної співробітниками Центру операції, СБУ та МВС ліквідували цю агентську мережу.
Тетяна Єгорова і журналісти.
3 серпня 2016 року було опубліковано архів поштової скриньки співробітниці МДБ ДНР Тетяни Єгорової, яка відповідала за роботу з журналістами. Архів містив листування між МДБ ДНР та представниками українських та закордонних ЗМІ (телеканал «Інтер», телеканал «Україна», ICTV, Gazeta Wyborcza і багатьох інших) в яких останні узгоджували зміст своїх телесюжетів та публікацій з побажаннями спецслужб ДНР та Росії. Окрім того, архів містив докази агентурної роботи спецслужб ДНР та Росії в середовищі українських журналістів: зокрема, звіт офіцера МДБ ДНР про перебіг операції з вербування журналіста Назарія Наджоги. Перелік журналістів, долучених до листування, збігався із списками акредитованих в ДНР журналістів. Таким чином, було підтверджено факт співпраці журналістів з спецслужбами терористів, що його «Миротворець» публікував раніше.
Операція «Хамелеон». 21 серпня 2016 року Центр Миротворець оприлюднив базу даних на 4489 осіб, які добровільно завербувались для ведення бойових дій та підривної роботи проти України. База складалась з представників різних країн; журналісти видання «Наша Ніва» провели перевірку згаданих в ній громадян Білорусі і дійшли висновку, що база не є «фейком», а занесені до неї люди дійсно мали намір воювати проти України.
Операція «Раёк». Восени 2016 року співробітники МДБ ДНР та ЛНР оприлюднили інформацію про операцію центру Миротворець, в результаті якої один з членів «Союзу Добровольців Донбасу» за грошову винагороду надав Центру близько трьох тисяч анкет російських бойовиків, які брали участь в бойових діях на українській території. Сам Центр Миротворець про дану операцію на той час ніяких заяв не робив.
Операція «Блесна». Протягом 2016 року Центр Миротворець провів операцію із встановлення російського агента який надавав супротивнику інформацію щодо пересування української військової техніки та військових вантажів в зоні проведення АТО. Агентом виявився співробітник транспортного підрозділу Міністерства Внутрішніх Справ з позивним «Щука», що перебував в зоні бойових дій у відрядженнях. Важливу роль в операції зіграв долучений Центром до її проведення на одному з проміжних етапів Євген Карась.
Операція «За двома зайцями». На початку 2019 року Центр Миротворець оприлюднив дані про операцію, розпочату в 2016 році. В ході операції співробітниками Центру було створено мережу вебсторінок, на яких проводилося вербування найманців для служби у складі кількох приватних військових компаній (зокрема, ПВК «Вагнер»), які здійснюють військові злочини на території України і інших країн (Сирія, Венесуела, Центральноафриканська Республіка, і т. ін.)[неавторитетне джерело]. В рамках т. зв. «вербувальних процедур» російські найманці проходили відеоінтерв'ю, в ході яких надавали свідчення щодо своєї участі в окупації Криму, участі у військових діях на території України та інших країн, а також називали інших членів російських незаконних збройних формувань та своїх командирів. Представники Центру заявили, що відеозаписи цих інтерв'ю використовувались українськими спецслужбами в оперативній роботі, а пізніше будуть надані в міжнародні суди для підкріплення доказової бази російської агресії[ангажоване джерело].

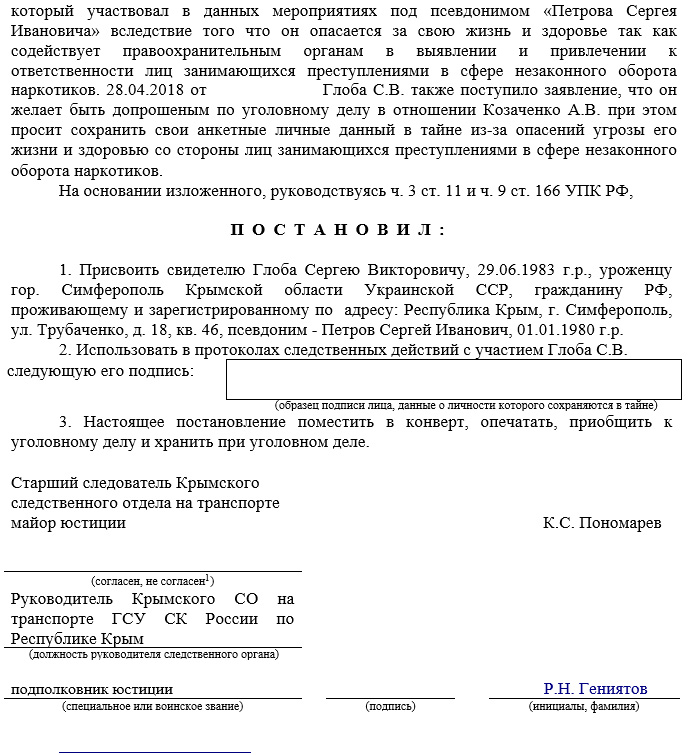
Документ про надання оперативного псевдоніму агенту-провокатору російських спецслужб на окупованій території АР Крим затверджений підполковником Геніятовим, що був отриманий в ході операції «Регата».

Операція «Регата». Наприкінці березня — на початку квітня 2019 року Центр Миротворець оприлюднив дані щодо продовження своєї роботи проти «Союзу Добровольців Донбасу» (СДД)[ангажоване джерело]. Операція «Регата», прикриттям якої частково стала попередня операція «Раёк», початково мала на меті викриття та взяття під контроль агентурних мереж російських спецслужб на території України, в формуванні і керівництві якими були задіяні представники СДД. З цією метою мешканцям окупованих територій пов'язаним з членами СДД, які в'їжджали на територію підконтрольну українському уряду з метою придбання контрафактних комп'ютерних програм, в Одесі та інших містах продавали програмне забезпечення із шпигунськими «закладками». Завдяки цим «закладкам» співробітники Центру взяли під контроль канали передачі конфіденційних даних збройними формуваннями та російською окупаційною адміністрацією на тимчасово окупованій території АР Крим. Отримані з цих каналів документи (див. ілюстрацію) в подальшому використовувались для вербування посібників окупаційної влади українськими спецслужбами.
Але, в ході операції також були отримані дані щодо фінансування акцій руху «Хто замовив Катю Гандзюк?» та частини президентської передвиборчої компанії Володимира Зеленського російськими спецслужбами за кошти біржі криптовалют WEX, контрольованої представниками СДД. Після цього керівництво Центру ухвалило рішення про оприлюднення оригінального дампу листування з підконтрольної поштової скриньки одного з членів СДД, і звернулося до СБУ з проханням провести перевірку викладених даних[ангажоване джерело]. Справжність викладеного листування підтвердила, зокрема, OSINT-група Bellingcat.
Операція «Антрацит». 21 червня 2019 року Георгій Тука повідомив про завершення Центром Миротворець операції «Антрацит», яка тривала два з половиною роки, і в ході якої були зібрані дані на 25 тисяч осіб, що перетинали українсько-російський кордон на неконтрольованій Україною ділянці. Близько 80 % з цих людей є членами незаконних збройних формувань.
Назва невідома. В лютому 2019 року Центр виклав в загальний доступ дані та їхній аналіз щодо діяльності російського збройного формування «Імперський легіон» в Україні. В даних наведено докази участі сотень громадян РФ в бойових діях на території України; місця дислокації збройних формувань російських найманців на Донбасі, особисті дані та фотознімки найманців «Легіону», що викривали їхню протизаконну діяльність. При цьому Миротворець не наводив даних щодо того, як було отримано цю інформацію, а також методи її аналізу. 6 червня 2019 року «Легіон» в статті визнав правдивість даних Миротворця й правильність висновків експертної групи Центру. При цьому «Легіон» наголосив, що велика частина цих даних не публікувалася у відкритому доступі й могла бути отримана лише в результаті оперативно-агентурної діяльності. «Легіон» звинуватив у витоку інформації російські спецслужби, які здійснюють контроль над діяльністю російських найманців[неавторитетне джерело].
Назва невідома. На початку вересня 2019 року активісти формування «Аскер» в окупованому Криму зібрали і передали в Миротворець дані про приблизно 300 посібників російських окупантів, що брали участь в незаконних виборах на окупованій території[ангажоване джерело]. Невідомо, чи було це зроблено формуванням «Аскер» з власної ініціативи, або стало частиною операції Центру «Миротворець».
Назва невідома. 15 листопада 2019 року Центр опублікував чотири відеозаписи, на яких російські військові в Сирії катують місцевого жителя, після чого відрізають йому голову, відрубають руки і спалюють (один з записів раніше розміщували в інтернеті сирійські опозиційні ресурси)[ангажоване джерело]. Центр стверджував, що як мінімум троє з учасників катування були ним ідентифіковані.
 Операція «Охота на зайца». Восени 2019 року співробітники Центру під виглядом вербувальників російської ПВК вийшли на контакт з російським військовим за міста Моршанськ Дмитром Зайцевим. В ході переговорів Зайцев надав співробітникам Центру оригінали документів щодо проходження служби в Сирії і свідчення про співробітництво російської армії і спецслужб з терористичною організацією Хезболла. Після цього Зайцев, погодившись на участь в терорі та безсудних вбивствах кримських татар, виїхав до окупованого Сімферополя. Всі переміщення Зайцева і переговори з ним були задокументовані на відео[ангажоване джерело]. В ході висвітлення операції стало зрозуміло, що Центр Миротворець вже неодноразово займався вербуванням російських військових від імені російських ПВК для, немовби, проведення операцій за кордонами Росії.
Назва невідома. В травні 2020 року Центр Миротворець оприлюднив докази залучення російськими спецслужбами посадовців урядів кількох країн і міжнародних організацій для легітимізації анексії Криму, тим самим розкривши роботу цих урядовців як російської агентури впливу[ангажоване джерело].
Назва невідома. В липні 2020 року Центр оприлюднив дамп поштової скриньки помічника російського чиновника Бориса Рапопорта. З електронного листування випливало, що високопосадовець часів Януковича і активний проросійський політик Андрій Портнов під псевдонімом «Казбек» під час бойових дій російських військ проти України керував агентурною мережею на території України. Завдяки цій мережі він добував і передавав в Росію дані про таємні оперативно-розшукові дії українських спецслужб та МВС, організовував інформаційні кампанії для дискредитації української влади, створював і підтримував «громадські об'єднання» що працювали на користь держави-агресора, і т.ін.[ангажоване джерело]
Назва невідома. 15 грудня 2021 року Роман Зайцев оприлюднив список з 4000 найманців ПВК «Вагнер» на фейсбук-сторінці Марії Захарової. Джерело набуття даного списку та обставини його отримання повідомлені не були. За словами генерал-майора СБУ Ігоря Гуськова, ця база даних російських найманців ПВК «Вагнер» стала найбільшою в світі.
Назва невідома. 21 лютого 2022 року Центр оголосив про викриття агентурно-диверсійної мережі на території України, що керується офіцерами 9 управління департаменту оперативної інформації 5 служби ФСБ. До складу диверсійних груп, що на момент розкриття знаходились на території України, окрім місцевої агентури входили закинуті заздалегідь військовослужбовці повітряно-десантних військ та сил спеціальних операцій РФ[ангажоване джерело]. Кінцевою метою російської спецоперації були дезорганізація роботи промислової інфраструктури та сприяння поваленню державної влади напередодні широкомасштабного вторгнення російської армії. Миротворець опублікував особисті дані співробітників ФСБ, що керували операцією та були закинуті на українську територію, а також частину їхніх документів прикриття.

## Проєкт Identigraf
В липні 2017 року керівництво Центру оголосило про запланований на річницю незалежності України (24 серпня 2017) запуск окремого проєкту з розпізнавання облич на фотографіях та відеозаписах. Офіційною назвою проєкту стала «Identigraf», неофіційною — «Мордорозпізнавач». Фінансування розробки проєкту та його технічної складової було здійснено шляхом краудфандингу, сама розробка зайняла близько року. Функція розпізнавання облич та автоматичного їх порівняння з наявними зображеннями з архіву сайту «Миротворець» має бути загальнодоступною з мобільних пристроїв.

## Критика і відносини з владними структурами
Після набуття сайтом «Миротворець» відомості та виникнення медійного резонансу у зв'язку з проведеними співробітниками Центру спецопераціями, омбудсмен України Валерія Лутковська виступила з вимогою про закриття сайту і припинення роботи Центру, мотивуючи це неправомірним використанням особистих даних громадян України. У відповідь Служба безпеки України розповсюдила заяву із твердженням, що не вбачає порушень законодавства України в діяльності сайту «Миротворець».
Влітку 2015 року керівництво УМВС України в Луганській області визнало ефективність сайту «Миротворець» та його використання в оперативній роботі.
7-го травня 2016 року на сайті Центру було викладено список з 4680 журналістів, які отримували акредитацію у «владних структурах» ДНР. Адміністрація Центру пояснила, що база даних була отримана в результаті операції по зламу серверів «Міністерства інформації ДНР». До прізвищ, імен та по батькові журналістів додавались номери їхніх мобільних телефонів та електронні адреси. Після публікації, близько 30-ти журналістів, згаданих в базі даних, а також депутат Верховної Ради Вікторія Сюмар, написали відкритого листа з вимогою негайно прибрати базу даних з доступу. На вимогу групи журналістів, до яких доєдналася заступник міністра інформаційної політики Тетяна Попова, прокуратура міста Києва відкрила кримінальне провадження проти колективу Центру. Тетяна Попова від самого початку була єдиною людиною з уряду, хто виступав проти публікації списків  Пізніше з осудом публікації бази даних та з вимогою покарання співробітників Центру виступили представник ЄС в Україні Ян Томбінський, уповноважений ОБСЄ по свободі преси Дуня Міятович, МЗС Росії, Держдеп США, омбудсмен України Валерія Лутковська та низка міжнародних журналістських організацій, таких як «Комітет Захисту Журналістів».
З огляду на вчинений тиск та загрозу витоку в ході розслідування кримінального провадження даних про співробітників Центру, що постійно або епізодично працюють на території ДНР та ЛНР, 13 травня керівництво Центру оприлюднило заяву про його закриття.
Закриття сайту «Миротворець» викликало значний суспільний резонанс, і призвело до масових інтернет-петицій та вуличних виступів на його підтримку, що переросли у вимогу відставки керівництва Міністерства інформаційної політики (МІП). 19 травня 2016 в ході мітингу проти закриття сайту протестуюча громадськість (в основному представники рухів «Правий сектор» та С14) увійшли до будівлі МІП, де керівництво міністерства провело з ними зустріч для роз'яснення своєї позиції. Після співбесіди Тетяна Попова порозумілася тільки з організаторами пікету Міністерства — з С14. Вони прийняли її позицію і сказали, що колектив Центру «Миротворець» вчинив некоректно щодо журналістів 
Сайт Центру «Миротворець» відновив роботу, залишивши опублікованою базу даних журналістів, що викликала протести, і згодом додавши аналогічну базу за більш пізній період. Пізніше керівник Центру пояснив мотиви публікації даних журналістів для преси. Проте скандал навколо публікації не вщух: 2 червня 2016 року посли країн «Великої Сімки» оприлюднили спільну заяву з вимогою до співробітників Центру видалити дані журналістів з сайту. Наступного дня президент України Петро Порошенко в ході пресконференції заявив, що він засуджує публікацію особистих даних журналістів на сайті «Миротворець», але не має засобів для впливу на незалежний вебресурс, і вважає чинення такого тиску недоцільним.
17 травня 2017 року Національний банк України надіслав в українські банківські асоціації офіційного листа «Про перелік інформаційних ресурсів для пошуку інформації та її аналізу», в якому рекомендував, з метою «протидії легалізації доходів, одержаних злочинним шляхом, фінансуванню тероризму та розповсюдженню зброї масового знищення», користуватись даними сайту «Миротворець».
В доповіді Верховного комісара ООН із прав людини щодо додержання в Україні прав людини в період з 16 травня до 15 серпня 2017 року було двічі згадано Центр Миротворець. По-перше, віталося відкриття кримінального провадження проти Центру за фактом «публікації особистих даних працівників медіасфери та активістів неурядових організацій, названих посібниками терористів»; по-друге, давалася рекомендація щодо швидкого та ефективного розслідування можливих порушень законодавства в ході роботи Центру.
На думку заступника глави Місії ООН з прав людини в Україні Бенджаміна Моро, сайт порушує право на приватне життя і презумпцію невинуватості.
В вересні 2017 року народний депутат України Ігор Луценко звинуватив сайт «Миротворець» в тому, що він став інструментом політичних маніпуляцій після занесення до його бази експрезидента Грузії Михайла Саакашвілі і лідера «Батьківщини» Юлії Тимошенко. Він також зауважив, що, на відміну від Тимошенко й Саакашвілі, українського політика Віктора Медведчука в базі «Миротворця» немає, однак у лютому 2019 року Віктор Медведчук все ж був внесений у базу сайту.
В листопаді 2017 року МЗС Росії надіслало ноту уряду США з вимогою припинити хостинг сайту на території США.
22 травня 2019 року комісія Ради Федерації Федеральних Зборів Росії закликала ОБСЄ мобілізувати зусилля країн-членів ОБСЄ для закриття сайту «Миротворець».
10 жовтня 2019 року президент України Зеленський заявив, що не має наміру закривати сайт «Миротворець». Через кілька днів з вимогою закриття сайту виступили представники ЄСПЛ та заступник голови Моніторингової місії ООН, мотивуючи вимогу фактом вбивства бойовика НЗФ ДНР за його домашньою адресою опублікованою на Миротворці. Одночасно політолог Михайло Погребинський запропонував президенту Зеленському звільнити Антона Геращенка з посади заступника міністра в разі продовження роботи сайту «Миротворець». У відповідь спікер Верховної Ради Дмитро Разумков заявив про неможливість закриття сайту рішенням Ради.
Восени 2020 року колишній міністр юстиції Олена Лукаш заявила, що не користувалася українською Вікіпедією, але вважає її такою самою «помийкою», як і сайт «Миротворець».
Вебсайт «Миротворець» зазнав критики за розміщення на сайті фотографії італійського журналіста Андреа Роккеллі, який загинув 2014 року під час мінометного обстрілу у Слов'янську. Його фото на сторінці сайту було розміщено з червоною позначкою «ликвидирован», також було зазначено, що фотокореспондент «співпрацює з проросійськими терористичними організаціями».
3 лютого 2021 року Європарламент прийняв резолюцію з вимогою до України закрити сайт «Миротворець» за розпалювання напруженості у суспільстві і неправомірне використання особистих даних сотень людей, включно із журналістами, політиками і членами груп меншин. Даний пункт резолюції було запропоновано депутатом від Німеччини Міхаелем Галером.
11 лютого 2021 року в ході засідання Ради Асоціації «Україна-ЄС» де обговорювались зміни в Угоді про Асоціацію Україна-ЄС єврокомісар від Угорщини Олівер Варгеї наполягав на внесенні в резолюцію згоди України на закриття сайту «Миротворець» та початок кримінального переслідування співробітників Центру Миротворець; завдяки опору української делегації ці вимоги Радою Асоціації були відхилені.
22-го липня 2021 року РФ подала позов проти України до ЄСПЛ з вимогою закриття сайту «Миротворець» як такого, що збирає інформацію незаконними засобами розвідки і використовується для «зачисток».
2 листопада 2021 року Уповноважена Верховної Ради України з прав людини Людміла Денисова звернулася до СБУ та МВС з вимогою вилучення з бази даних Центру Миротворець відомостей про неповнолітню мешканку Луганської області. На початку грудня 2021 р. за поданням Людміли Денисової МВС відкрило кримінальне провадження проти Центру «Миротворець»; при цьому Людміла Денисова не приховувала, що кінцевою метою її дій є закриття сайту «Миротворець». У відповідь група генералів СБУ що обіймала керівні посади в період 2014—2020 рр (зокрема, Василь Грицак), виступила на захист Центру «Миротворець». Вони, зокрема, заявили, що «…сайт „Миротворець“ став бар'єром для проникнення на підконтрольну територію тисяч російських пособників та членів НЗФ. Він суттєво ускладнив роботу російських спецслужб з вербування серед бойовиків на Донбасі агентів для проведення терористичних атак у Києві, Одесі, Харкові чи Львові. Даними сайту активно користуються спецслужби Молдови, Польщі, Грузії, країн Балтії та інших держав для недопущення в'їзду на власну територію російських громадян, які брали участь в агресії проти України», а також що «Завдяки зібраній та оприлюдненій на цьому сайті інформації українськими контррозвідниками, прикордонниками та співробітниками МВС були затримані десятки російських найманців». Пізніше генерал СБУ Ігор Гуськов заявив, що «Об'єм інформації „Миротворця“ про особовий склад ПВК та російських найманців на українській території значно більший ніж той, який мають в своєму розпорядженні українські правоохоронні органи». Окрім того, на думку Гуськова «Миротворець» має найбільшу в світі базу даних точно встановлених найманців ПВК «Вагнер» (близько 4000 осіб).

## Представництво в Інтернеті
Окрім основного сайту https://myrotvorets.center та його дзеркал, які містять базу даних терористів та найманців, Центру належить сайт https://ordilo.org, на який після опрацювання співробітниками Центру викладаються деякі архіви листування посадових осіб ДНР та ЛНР, а також їхніх російських кураторів; окрім того, на сайті https://myrotvorets.news публікуються «звіти» про проведені Центром операції.
3 серпня 2016 року сайт «Миротворець» зареєструвався як засіб масової інформації. 6 серпня 2016 року юрист Олексій Романов повідомив, що сайт «Миротворець» (myrotvorets.center), а також його дзеркала (копії) — домени psb4ukr.org, psb4ukr.in, psb4ukr.ninja — зареєстровані на приватну особу Оксану Тинькову з адресою у Таїланді.

## Пов'язані проєкти
В січні 2018 року в Литві був започаткований інтернет-проєкт «Vatnikas» («Ватники»), аналог українського «Миротворця».
Після брутального розгону демонстрацій в Москві, влітку 2019 року в Росії було оголошено про створення проєктів «Сканер» та «Русский слон» (автором останнього є російськомовний програміст, що мешкає в Естонії). Метою проєктів є деанонімізація співробітників поліції та Росгвардії, що брали участь в придушенні протестів.
Після придушення антилукашенвівських протестів в Білорусі в 2020—2021 рр було створено телеграм-канал «Каратели Беларуси», який викладає в загальний доступ особисті дані співробітників МВС та білоруських спецслужб.

### Відео
- Война на Донбассе, жители ЛДНР и сайт Миротворец